# Ttc berlin eastside
Der ttc berlin eastside e. V. (1999–2010: 3B Berlin Tischtennis e. V.) ist ein Tischtennisverein aus Berlin. Der Verein ist insbesondere für seine Damenmannschaft bekannt, die in der Tischtennis-Bundesliga spielt und zahlreiche nationale und internationale Titel gewonnen hat.
Das Damenteam des ttc berlin Eastside war zwischen 2014 und 2024 zehnmal Deutscher Meister und gewann seit 2012 sechsmal die ETTU Champions League. In der Saison 2013/2014 holte der ttc berlin eastside das Triple aus Deutscher Meister, Deutscher Pokalsieger und Champions-League-Sieger. 2014/15 gewann der ttc das nationale Double. In der darauf folgenden Saison holte das Team erneut das Triple und blieb in allen 32 Saisonspielen ungeschlagen. Auch 2017 und 2021 holte das Team das Triple.
Im Jahr 2025 nahmen insgesamt 21 Damen-, Herren- und Jugendteams am Spielbetrieb teil.

## Geschichte

### 1955–1990
Die Wurzeln des Vereins gehen bis auf den 1955 im Berliner Stadtteil Prenzlauer Berg gegründeten SC Einheit Berlin zurück. Bereits 1956 wurde dessen Damenmannschaft Meister der DDR. Diesen Titel verteidigte sie 1957 und 1958.

Historisches Logo der BSG Außenhandel Berlin

Am 18. Februar 1963 schloss sich der SC Einheit mit den Vereinen SC Rotation Berlin und TSC Oberschöneweide (der ebenfalls erfolgreich Tischtennis betrieb) zum neuen Verein TSC Berlin zusammen. In der Folgezeit wurden die Damen von 1964 bis 1967 viermal in Folge DDR-Meister. 1967 wurde die Tischtennisabteilung in die BSG Außenhandel Berlin ausgegliedert. Unter diesem Namen wurde das Damenteam 1968 und 1969 Europapokalsieger der Landesmeister und von 1968 bis 1981 13-mal DDR-Meister. Erfolgreichste Spielerin in dieser Zeit war Gabriele Geißler, die bei der WM 1969 das Endspiel erreichte. Auch das Herrenteam der BSG Außenhandel Berlin wurde von 1970 bis 1982 zwölfmal DDR-Meister.

### Seit 1990
Nach der Wiedervereinigung löste sich der Verein auf und die Spieler schlossen sich wieder dem TSC Berlin an. Wegen einer Namenskollision mit einem West-Berliner Verein musste sich der Verein 1992 in Berliner TSC umbenennen. 1999 verließen die Tischtennissportler wieder den Berliner TSC und wurden unter dem Namen 3B Berlin selbständig. 3B ist der Name des Hauptsponsors, eines Dienstleisters für Gebäudereinigung.
1997 stieg das Damenteam in die 1. Bundesliga auf. 2002, 2004 und 2007 gewann es den ETTU Cup. In dieser Zeit hatte Manager Rainer Lotsch († Juli 2007) wesentlichen Anteil an den Erfolgen.
Erfolge im Nachwuchsbereich zeigten sich bei den deutschen Meisterschaften der Mädchen 1991 und der Jungen 2001.
Nach der Umbenennung in ttc berlin eastside e. V. gelang in der Saison 2011/2012 der Sieg in der European Champions League Women. Im Finale gegen SVS Ströck setzte sich das Berliner Team in Hin- und Rückspiel knapp durch. Der Vorsprung betrug gerade einmal einen gewonnenen Satz mehr. Bedeutsam bei diesem Sieg war aber, dass jede der eingesetzten Spielerinnen (Póta, Ivancan, Lovas) Punkte zum Gesamtsieg beisteuerte. Damit holte das Team Georgina Póta, Irene Ivancan, Petra Lovas und Polina Michailowa unter der Leitung von Trainerin Irina Palina und Managerin Tanja Krämer erstmals diesen Titel nach Deutschland.
Der absolute Höhepunkt in der bisherigen Vereinsgeschichte gelang in der Saison 2013/2014. In der Besetzung Shan Xiaona, Irene Ivancan, Kristin Silbereisen und Georgina Póta gewann der ttc berlin eastside das Triple. Zunächst gewann das Team den wieder eingeführten Deutschen Pokal (Deutsche Pokalmeisterschaften der Damen – Final 4) – und damit zugleich auch den ersten nationalen Titel. In der Champions League besiegte das Team sowohl im Hin- als auch im Rückspiel das favorisierte Team von Fenerbahçe Istanbul und holte damit zum zweiten Mal den Champions-League-Sieg nach Deutschland. Die Krönung gelang dann mit dem Gewinn der Deutschen Meisterschaft. Damit war der ttc berlin eastside die erste deutsche Damen-Vereinsmannschaft, die das begehrte Triple gewinnen konnte. Trainerin des Triple-Siegers war Irina Palina, Manager Andreas Hain.
In der Saison 2014/2015 konnte der ttc in der Besetzung Xiaona Shan, Petrissa Solja, Georgina Póta und Kristin Silbereisen das nationale Double (Deutsche Meisterschaft, Deutscher Pokal) gewinnen. Auf nationaler Ebene blieb das Team in dieser Saison ungeschlagen. In der Champions League war im Halbfinale Endstation gegen den späteren Titelträger Fenerbahçe Istanbul.
In der Saison 2015/2016 schaffte der ttc berlin eastside in der Besetzung Petrissa Solja, Xiaona Shan, Georgina Póta, Yui Hamamoto und Miyu Katō erneut das Triple. Dabei blieb das Team in allen 32 Saisonspielen ungeschlagen. Erneut waren Irina Palina Coach und Andreas Hain Manager der Erfolgsmannschaft. 2016/17 wurde zum zweiten Mal hintereinander und zum vierten Mal insgesamt das Triple gewonnen. Am 12. Juni 2025 gewann nach vierjähriger Unterbrechung die Damenmannschaft erneut die Champions League im Finale gegen Metz TT. Dies war umso bemerkenswerter, da das Team auch auf seine Spitzenspielerin Nina Mittelham verzichten musste. Im Halbfinale konnte man das Team aus Tarnobrzeg, das zuvor drei Jahre hintereinander auf Europas Thron saß, sensationell nach einer 1:3-Heimniederlage im Rückspiel mit 3:0 und dann im Goldenen Match mit 2:0 besiegen.

## Erfolge Damen
- SC Einheit Berlin
  - 1956 DDR-Meister: Renate Kohn, Monika Wiskandt, Inge Ristock, Gitta Möbes, U. Wegener-Repke, Gisela Moritz, U. Maschke
  - 1957 DDR-Meister: Renate Kohn, Monika Wiskandt, Inge Ristock, Gitta Möbes, Gisela Moritz, Isolde Woschee
  - 1958 DDR-Meister: Monika Wiskandt, Inge Ristock, Gitta Möbes, Gisela Moritz, Brigitte Lantzsch, A. Schmidt
- TSC Berlin
  - 1964 DDR-Meister: Gabriele Geißler, Doris Kalweit, Christa Rösler, Anneliese Benninghaus, Margot Rüffle, Bärbel Thoese
  - 1965 DDR-Meister: Doris Hovestädt, Gabriele Geißler, Marina Nylhof, Ursula Czech, Anneliese Benninghaus, Monika May
  - 1966 DDR-Meister: Doris Hovestädt, Gabriele Geißler, Anneliese Benninghaus, Ursula Czech
  - 1967 DDR-Meister: Gabriele Geißler, Doris Hovestädt, Marina Nylhof, Anneliese Benninghaus, Ursula Czech, Monika May
- BSG Außenhandel Berlin
  - 1968 DDR-Meister: Gabriele Geißler, Doris Hovestädt, Ursula Czech, Marina Nylhof
  - 1968 Europapokalsieger: Doris Hovestädt, Gabriele Geißler, Marina Nylhof
  - 1969 DDR-Meister: Gabriele Geißler, Doris Hovestädt, Marina Nylhof, Anneliese Benninghaus, Monika May
  - 1969 Europapokalsieger: Doris Hovestädt, Gabriele Geißler, Anneliese Benninghaus
  - 1970 DDR-Meister: Gabriele Geißler, Doris Hovestädt, Monika May, Rita Möbes
  - 1971 DDR-Meister: Gabriele Geißler, Doris Hovestädt,  Monika May, Anneliese Cumbrowski (geb. Benninghaus), Rita Möbes, Cornelia Zielinski
  - 1972 DDR-Meister: Gabriele Geißler, Doris Hovestädt, Rita Schröder, Monika May, Ellen Stöckel, Irmgard Metzner
  - 1973 DDR-Meister: Gabriele Geißler, Doris Hovestädt, Rita Schröder, Monika May, Ellen Stöckel, Irmgard Metzner
  - 1974 DDR-Meister: Gabriele Geißler, Rita Möbes, Monika May, Cornelia Zielinski
  - 1975 DDR-Meister: Gabriele Geißler, Doris Hovestädt, Rita Schröder, Monika May, Ellen Stöckel, Irmgard Metzner
  - 1976 DDR-Meister: Gabriele Geißler, Rita Schröder, Ellen Stöckel, Christiane Gronert
  - 1978 DDR-Meister: Gabriele Geißler, Doris Hovestädt, Rita Schröder, Monika May, Ellen Stöckel, Irmgard Metzner
  - 1979 DDR-Meister: Gabriele Geißler, Doris Hovestädt, Rita Schröder, Monika May, Irmgard Metzner
  - 1980 DDR-Meister: Gabriele Geißler, Doris Hovestädt, Rita Schröder, Monika May, Irmgard Metzner, Ellen Stöckel, Anke Schöler
  - 1981 DDR-Meister: Gabriele Geißler, Doris Hovestädt, Rita Schröder, Ellen Stöckel
- 3B Berlin
  - 2002 ETTU Cup: Irina Palina, Li Ran, Rūta Budiene
  - 2004 ETTU Cup: Rūta Budiene, Ran Li, Christina Fischer, Veronika Pavlovitch
  - 2007 ETTU Cup: Song Ah Sim, Veronika Pavlovitch, Bao Di, Tanja Hain-Hofmann, Julia Nekula
- ttc berlin eastside
  - 2010/2011 Deutscher Vizemeister: Song Ah Sim, Georgina Póta, Tanja Hofmann, Petra Lovas, Andrea Bakula
  - 2011 ETTU-Cup-Finalist: Song Ah Sim, Andrea Bakula, Georgina Póta, Petra Lovas, Tanja Hofmann
  - 2011/2012 Champions-League-Sieger: Georgina Póta, Petra Lovas, Irene Ivancan, Polina Michailowa
  - 2013/2014 Deutscher Pokalsieger: Shan Xiaona, Georgina Póta, Irene Ivancan, Kristin Silbereisen
  - 2013/2014 Champions-League-Sieger: Shan Xiaona, Georgina Póta, Irene Ivancan, Kristin Silbereisen
  - 2013/2014 Deutscher Meister: Shan Xiaona, Georgina Póta, Irene Ivancan, Kristin Silbereisen
  - 2014/2015 Deutscher Meister: Shan Xiaona, Petrissa Solja, Kristin Silbereisen, Georgina Póta
  - 2014/2015 Deutscher Pokalsieger: Shan Xiaona, Petrissa Solja, Kristin Silbereisen, Georgina Póta
  - 2015/2016 Deutscher Meister: Petrissa Solja, Shan Xiaona, Georgina Póta, Yui Hamamoto, Miyu Katō, Irina Palina
  - 2015/2016 Deutscher Pokalsieger: Petrissa Solja, Shan Xiaoana, Georgina Póta, Yui Hamamoto
  - 2015/2016 Champions-League-Sieger: Petrissa Solja, Shan Xiaoana, Georgina Póta, Yui Hamamoto
  - 2016/2017 Deutscher Pokalsieger: Petrissa Solja, Shan Xiaoana, Georgina Póta, Chantal Mantz
  - 2016/2017 Deutscher Meister: Petrissa Solja, Shan Xiaoana, Georgina Póta, Yui Hamamoto, Chantal Mantz, Lilia Palina, Irina Palina
  - 2016/2017 Champions-League-Sieger: Petrissa Solja, Shan Xiaoana, Georgina Póta, Yui Hamamoto, Chantal Mantz
  - 2017/2018 Deutscher Pokalsieger: Shan Xiaona, Georgina Póta, Irina Palina, Kathrin Mühlbach, Tie Yana
  - 2018/2019 Deutscher Meister: Shan Xiaona, Georgina Póta, Nina Mittelham, Matilda Ekholm, Kathrin Mühlbach, Irina Palina
  - 2019/2020 Deutscher Meister
  - 2020/2021 Deutscher Pokalsieger
  - 2020/2021 Deutscher Meister
  - 2020/2021 Champions-League-Sieger
  - 2021/2022 Deutscher Meister
  - 2022/2023 Deutscher Pokalsieger: Shan Xiaona, Nina Mittelham, Sabina Šurjan
  - 2022/2023 Deutscher Meister: Nina Mittelham, Shan Xiaona, Ding Yaping, Sabina Šurjan, Jessica Göbel, Josephina Neumann
  - 2023/2024 Deutscher Pokalsieger: Nina Mittelham, Shan Xiaona, Ding Yaping, Sabina Šurjan, Josephina Neumann
  - 2023/2024 Deutscher Meister
  - 2024/2025 Deutscher Pokalsieger: Nina Mittelham, Shan Xiaona, Sabina Šurjan, Mia Griesel, Josephina Neumann, Sun Mingyang
  - 2024/2025 Champions-League-Sieger: Nina Mittelham, Shan Xiaona, Sabina Šurjan, Mia Griesel, Josephina Neumann

## Erfolge Herren
DDR-Meisterschaften als BSG Außenhandel Berlin:
- 1970: Peter Fähnrich, Manfred Ullrich, Bernd Raue, Ronald Raue, Norbert Drescher, Joachim Hrymon
- 1971: Bernd Raue, Peter Fähnrich, Ronald Raue, Manfred Ullrich, Norbert Drescher, Joachim Hrymon
- 1972, 1973, 1974, 1975: Bernd Raue, Manfred Ullrich, Peter Fähnrich, Norbert Drescher, Wolfgang Gärtner, Joachim Hrymon
- 1977: Bernd Raue, Norbert Drescher, Manfred Ullrich, Peter Fähnrich, Wolfgang Gärtner, Joachim Hrymon, Fritz Huhn, Ronald Raue
- 1978: Bernd Raue, Norbert Drescher, Ronald Raue, Manfred Ullrich, Fritz Huhn, Peter Fähnrich, Wolfgang Gärtner
- 1979: Bernd Raue, Norbert Drescher, Fritz Huhn, Manfred Ullrich, Peter Fähnrich, Wolfgang Gärtner, Joachim Hrymon
- 1980: Bernd Raue, Fritz Huhn, Norbert Drescher, Manfred Ullrich, Peter Fähnrich, Wolfgang Gärtner, Ronald Raue
- 1981: Bernd Raue, Fritz Huhn, Norbert Drescher, Peter Fähnrich, Mannfred Ullrich, Wolfgang Gärtner, Joachim Hrymon
- 1982: Bernd Raue, Norbert Drescher, Fritz Huhn, Peter Fähnrich, Manfred Ullrich, Jürgen Scheweleit, Mike Scheweleit